# Agustí Obiol i Sánchez
Agustí Obiol i Sánchez   (Vinaròs, 2 de setembre de 1953 - Barcelona, 23 d'octubre de 2023) fon un arquitecte valencià doctorat en 1977 per la Universitat Politècnica de Catalunya.
Va obtenir la càtedra d'Estructures I i II com a professor titular primer a València i en 1983 es trasllada amb la mateixa plaça a l'Escola Tècnica Superior d'Arquitectura de Barcelona, ciutat on combina la docència amb la seva activitat professional privada. Va intervindre junt amb prestigiosos arquitectes a nombrosos projectes, entre els que es poden destacar la Torre Agbar, el Palau Nacional, la Ciutat Judicial, Les Arenes de Barcelona, l'edifici de l'Hotel Hesperia Tower de l'Hospitalet de Llobregat, o el Parque del Oeste de Múrcia.
Va dur a terme conferències i va publicar articles principalment basats en la seva especialització sobre Càlcul d'estructures d'edificació.